# KFC Eppegem
KFC Eppegem is een Belgische voetbalclub uit Eppegem. De club is bij de KBVB aangesloten met stamnummer 4759 en heeft wit, rood en groen als kleuren. Het eerste elftal speelt in de Derde afdeling.

## Geschiedenis
In de jaren 1930 werd in Eppegem een voetbalclub opgericht, die zich aansloot bij de Belgische voetbalbond. Bij het uitbreken van de Tweede Wereldoorlog werden de voetbalactiviteiten echter gestaakt. Na de oorlog werd de FC Eppegem heropgericht en in 1947 sloot men zich opnieuw aan bij de Voetbalbond, waar men stamnummer 4759 toegewezen kreeg. De club ging er in provinciale reeksen spelen.
In 1988 fusioneerde de eveneens Eppegemse voetbalploeg FC Borneo met FC Eppegem, waardoor er nog één club was in het dorp. Ter ere van hun 50-jarig kreeg de club in 1997 het koninklijk en werd hun officiële naam KFC Eppegem.
In 2012 werd KFC Eppegem kampioen in Tweede Provinciale A. De club behaalde 83 punten op 90 en had 31 punten voorsprong op nummer twee Wavre-Limal. In het eerste seizoen in Eerste Provinciale speelde Eppegem onmiddellijk op hoog niveau en ze behaalden een vierde plaats. Dit leverde een plaats op in de eindronde, waarin ze de finale bereikten, maar waarin ze uiteindelijk verloren van FC Pepingen. Ook het daaropvolgende seizoen van 2013-14 liep goed. Eppegem eindigde tweede en behaalde opnieuw de eindronde. Daar won men eerst van KFC Strombeek, maar verloor men opnieuw de finale, ditmaal van US Rebecquoise. Het jaar daarna beleefden ze een klein dipje en eindigden ze niet hoger dan de betere middenmoot, al was het daaropvolgende seizoen wel succesrijk. FC Eppegem en FC Diest waren gedurende het hele seizoen de leiders, ze promoveerden beiden en Eppegem werd uiteindelijk voor de tweede keer in vijf jaar kampioen. Vanaf het seizoen 2016/17 komen ze alzo voor het eerst uit in de nationale reeksen, met name de net opgerichte derde amateurklasse. Op 5 december 2017 overleed toenmalig voorzitter Jan Van Asbroeck op 58-jarige leeftijd. Hij werd opgevolgd door Hugo De Leeuw.
Na een verdiende eindronde in het seizoen 2017-2018 slaagt de club erin om te promoveren naar de tweede amateursklasse.

## Resultaten
Deze tabel bevat enkel de resultaten van KFC Eppegem vanaf het seizoen 2008/09.
| Seizoen | Klasse | Klasse | Klasse | Klasse | Klasse | Klasse | Klasse | Klasse | Reeks                        | Punten                       | Opmerkingen                                 |
|         | I      | I      | II     | III    | IV     | P.I    | P.II   | P.III  |                              |                              |                                             |
| ------- | ------ | ------ | ------ | ------ | ------ | ------ | ------ | ------ | ---------------------------- | ---------------------------- | ------------------------------------------- |
| 2008/09 |        |        |        |        |        |        | 10     |        | 2e Prov. A Brab.             | 41                           |                                             |
| 2009/10 |        |        |        |        |        |        | 2      |        | 2e Prov. A Brab.             | 59                           | Deelname aan eindronde, maar geen promotie  |
| 2010/11 |        |        |        |        |        |        | 3      |        | 2e Prov. C Brab.             | 57                           | Deelname aan eindronde, maar geen promotie  |
| 2011/12 |        |        |        |        |        |        | 1      |        | 2e Prov. A Brab.             | 83                           | Kampioen                                    |
| 2012/13 |        |        |        |        |        | 4      |        |        | 1e Prov. Brab.               | 56                           | Deelname aan eindronde, maar geen promotie  |
| 2013/14 |        |        |        |        |        | 2      |        |        | 1e Prov. Brab.               | 63                           | Deelname aan eindronde, maar geen promotie  |
| 2014/15 |        |        |        |        |        | 7      |        |        | 1e Prov. Brab.               | 42                           |                                             |
| 2015/16 |        |        |        |        |        | 1      |        |        | 1e Prov. Brab.               | 73                           | Kampioen                                    |
|         | IA     | IB     | 1Nat   | 2Afd   | 3Afd   | P.I    | P.II   | P.III  | Competitiehervorming 2016/17 | Competitiehervorming 2016/17 | Competitiehervorming 2016/17                |
| 2016/17 |        |        |        |        | 8      |        |        |        | 3e klasse Am.                | 43                           |                                             |
| 2017/18 |        |        |        |        | 4      |        |        |        | 3e klasse Am.                | 55                           | Promotie na eindronde                       |
| 2018/19 |        |        |        | 14     |        |        |        |        | 2e klasse Am.                | 34                           | Degradatie                                  |
| 2019/20 |        |        |        |        | 9      |        |        |        | 3e klasse Am.                | 33                           | Vroegtijdig stopgezet door de Coronacrisis  |
| 2020/21 |        |        |        |        | –      |        |        |        | 3e Afdeling                  | –                            | Na 5 matchen stopgezet door de Coronacrisis |
| 2021/22 |        |        |        |        | 13     |        |        |        | 3e Afdeling                  | 32                           | Deelname aan eindronde, niet gedegradeerd   |
| 2022/23 |        |        |        |        | 15     |        |        |        | 3e Afdeling                  | 18                           | Degradatie                                  |
| 2023/24 |        |        |        |        |        | 7      |        |        | 1e Prov. Brab.               | 44                           |                                             |
| 2024/25 |        |        |        |        |        | 11     |        |        | 1e Prov. Brab.               | 30                           |                                             |
| 2025/26 |        |        |        |        |        |        |        |        | 1e Prov. Brab.               |                              |                                             |

## Bekende (ex-)spelers
- Pieter Crabeels (2013–2016), voormalige speler bij onder andere KV Mechelen
- Jean-Paul Kielo-Lezi (2013–2014), voormalige speler bij onder andere KV Mechelen
- Rashad Muhammed (2013–14), speler bij de Noorse eersteklasser Sarpsborg 08 FF
- Entonjo Pashaj (2017–heden), voormalig Albanees jeugdinternational
- Bart Van Zundert (2014–15), voormalige speler bij onder andere Germinal Beerschot
- Lars Coveliers (2007-2011) Speler bij KV Mechelen